# Amor en rebeldía (película)
Amor en rebeldía (en francés Les feux de la chandeleur) es una película francesa de Serge Korber estrenada en 1972.

## Sinopsis
Con su mujer Marie-Louise (Annie Girardot) y sus dos niños Juan-Paul y Laura, Alexandre Boursault (Jean Rochefort), notario de provincia, habría sido el más feliz de los hombres si su mujer no indicara abiertamente sus opiniones gauchistes y no participara en toda clase de manifestaciones.  La vida común que no es ya posible, el 2 de febrero de 1962, día del Chandeleur, Alexandre se separa de su mujer... Pero se encuentra pronto reducida a la inacción, sin marido, sin oficio, sin niños. Diez años después, el 2 de febrero de 1972, sale con un sombrero de paja rojo mientras que nieva a grandes copos. Alexandre Boursault le envía una carta - la primera desde años - para aconsejarle otro peinado. Este encuentro actúa como una centella. En este remolino Laura (Claude Jade) se enamora de Marc Champenois (Bernard Fresson), un amigo de su madre. Marie-Louise encuentra - inspirada por la felicidad de Laura - su oportunidad: convencida de que Alexandre no regresará, ya no vive más que en la esperanza de una reconciliación...
- Datos: Q943473